# Roberto Orlando Mosquera Vera
Roberto Orlando Mosquera Vera (Lima, 21 de juny de 1956) és un exfutbolista peruà de la dècada de 1980.
Va formar part de l'equip peruà a la Copa del Món de 1978.
Pel que fa a clubs, defensà els colors de Sporting Cristal, Talleres Córdoba o Deportivo Cali.